# Krusader

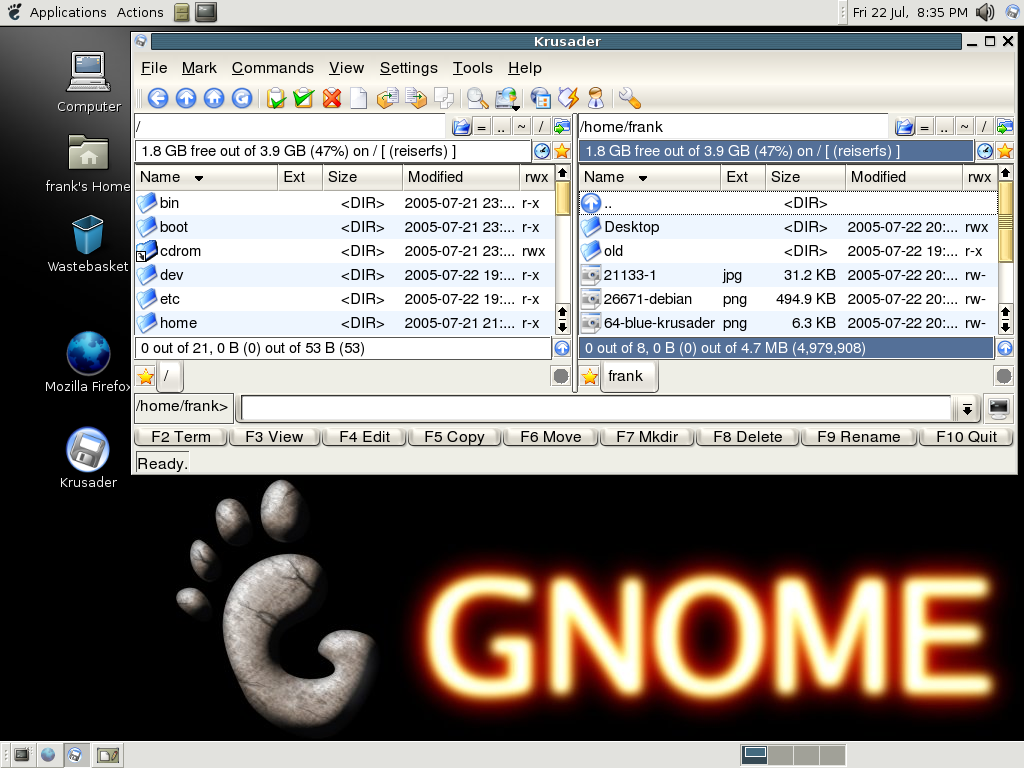
Krusader egy Debian Sarge-on, Gnome desktop környezetben

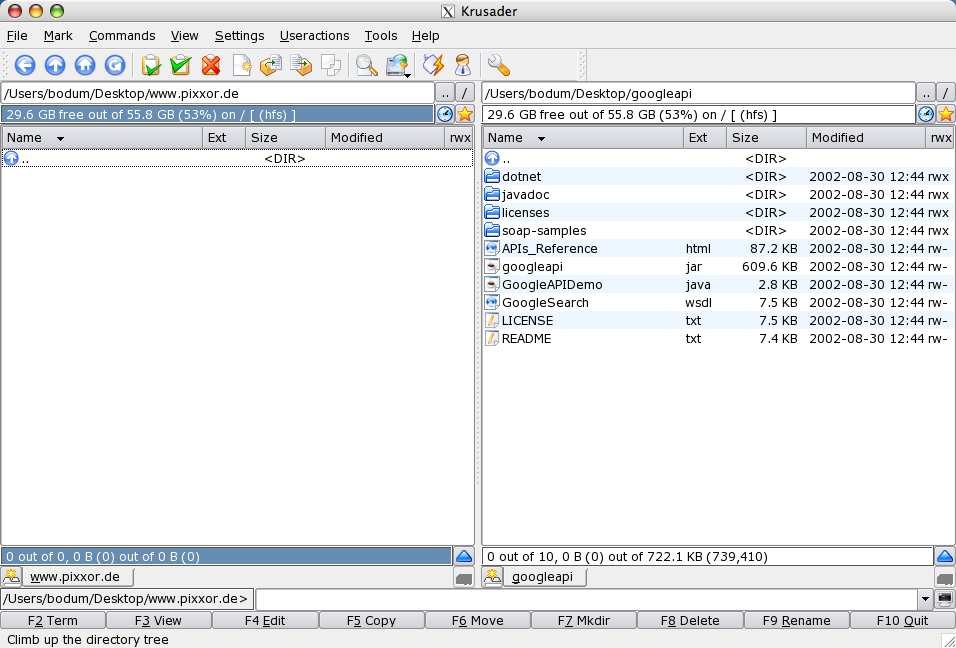
Krusader-1.60.0 / KDE 3.41, Apple Mac OS X-en

A Krusader egy fejlett  fájlkezelő program KDE-re és más desktopra a *nix világban, hasonló a GNOME Commander-hez vagy a Midnight Commanderhez (Linux) vagy Total Commander-hez (Windows). Támogatja a kiterjedt archív fájlok kezelését, csatolt fájlrendszerek kezelését, FTP-t, fejlett keresési lehetőséget, fájlok megnézését/szerkesztését, könyvtár szinkronizációt, fájl tartalmak összehasonlítását, csoportos átnevezést stb.
A következő archív formátumokat támogatja: tar, ZIP, bzip2, gzip, RAR, ace, ARJ, LHA, 7z és RPM és képes kezelni más KIO Slave-eket, mint pl. smb vagy fish.
A Krusadert GNU General Public License alatt adják ki.

## Felhasználói felület
A Krusader felhasználói felülete az ortodox fájlkezelő (angol rövidítéssel OFM) alapelven alapul, melyet Commander-szerű fájlkezelőknek is neveznek, mely a régi Norton Commander felületen alapuló fájlkezelő szoftverek egy családja. Az ortodox fájlkezelőnek két ablaka van, melyeket paneleknek hívunk, és ezek közül az egyik aktív, a másik inaktív. Az ötlet az, hogy a fájlok kezelése az aktív ablakból az inaktívba, vagy az aktív panelon keresztül történik, csak billentyűzet segítségével jelentősen felgyorsítva a műveleteket. Az egér használatára továbbra is lehetőség van. A Krusadert átfogó módon integrálták a KDE-be (pl. KParts, KIO), lehetővé téve számos kiegészítő szolgáltatás elérését.

## Fájl nézegető/szerkesztő
A Krusader által nyújtott számos eszköz egyike a KParts objektum modellt használó nézegető/szerkesztő. A Krusader olyan komponenseket tud futtatni, melyek képesek megmutatni (vagy szerkeszteni) meghatározott fájltípusokat, és beágyazni az ő  kliens területüket egy új Krusader ablakba. Ez lehetővé teszi például megnézni egy KOffice dokumentumot közvetlenül a Krusader-ből. Bármely alkalmazás, amelyik megvalósítja a KParts modellt, megfelelően beágyazható ilyen módon.

## Platformok
A Krusader-t elsődlegesen Linux platformra fejlesztik, de elérhető néhány más platformra is pl. BSD, Apple Mac OS X. 2009 januári állapot szerint létezik egy windows béta port is.

## Fordítás
- Ez a szócikk részben vagy egészben  a   Krusader című angol Wikipédia-szócikk ezen változatának fordításán alapul.  Az eredeti cikk szerkesztőit annak laptörténete sorolja fel. Ez a jelzés csupán a megfogalmazás eredetét és a szerzői jogokat jelzi, nem szolgál a cikkben szereplő információk forrásmegjelöléseként.